# La dama azul
La dama azul es la primera novela de Javier Sierra. Fue publicada por primera vez en 1998.
En 2007 esta obra fue revisada por su autor para su lanzamiento internacional, siendo reescrita y ampliada en muchos de sus capítulos. La nueva versión de esta obra vio la luz en España en junio de 2008, publicada por Editorial Planeta y con una tirada inicial de 50.000 ejemplares.
En Estados Unidos este libro mereció el International Latino Book Award a la mejor novela histórica publicada en ese país, en inglés, en 2007.
En diciembre de 2008, la novela inspiró el hermanamiento entre la villa soriana de Ágreda, en la que nació su principal protagonista sor María de Jesús, y el Estado estadounidense de Nuevo México.

## Sinopsis
Un periodista y un fotógrafo en la época actual investigan la Cronovisión, o una fórmula de viaje en el tiempo, en la cual, hasta el propio Vaticano está detrás. Todo parece tener un punto inicial, unos indios de Nuevo México en el siglo XVII parece que observaron apariciones de una dama azul, que les guiaba espiritualmente. Unos franciscanos investigaron si las apariciones fueron de verdad, si era la Virgen María, el demonio o quién era la persona detrás de estas apariciones.